# فتح أباد (قلعة بيابان)
فتح أباد (بالفارسية: فتح‌آباد) هي قرية تقع في إيران في البلدة المركزية. يقدر عدد سكانها بـ 1,444 نسمة .